# Hamza al-Ghamdi
Hamza al-Ghamdi (in arabo حمزة الغامدي‎?; Al-Baha, 18 novembre 1980 – New York, 11 settembre 2001) è stato un terrorista saudita.

## Biografia
È stato un membro di al-Qāʿida e uno dei pirati dell'aria del volo United Airlines 175 che fu dirottato e fatto schiantare col suo carico umano contro la seconda torre del World Trade Center di New York, nel quadro degli attentati dell'11 settembre 2001. 

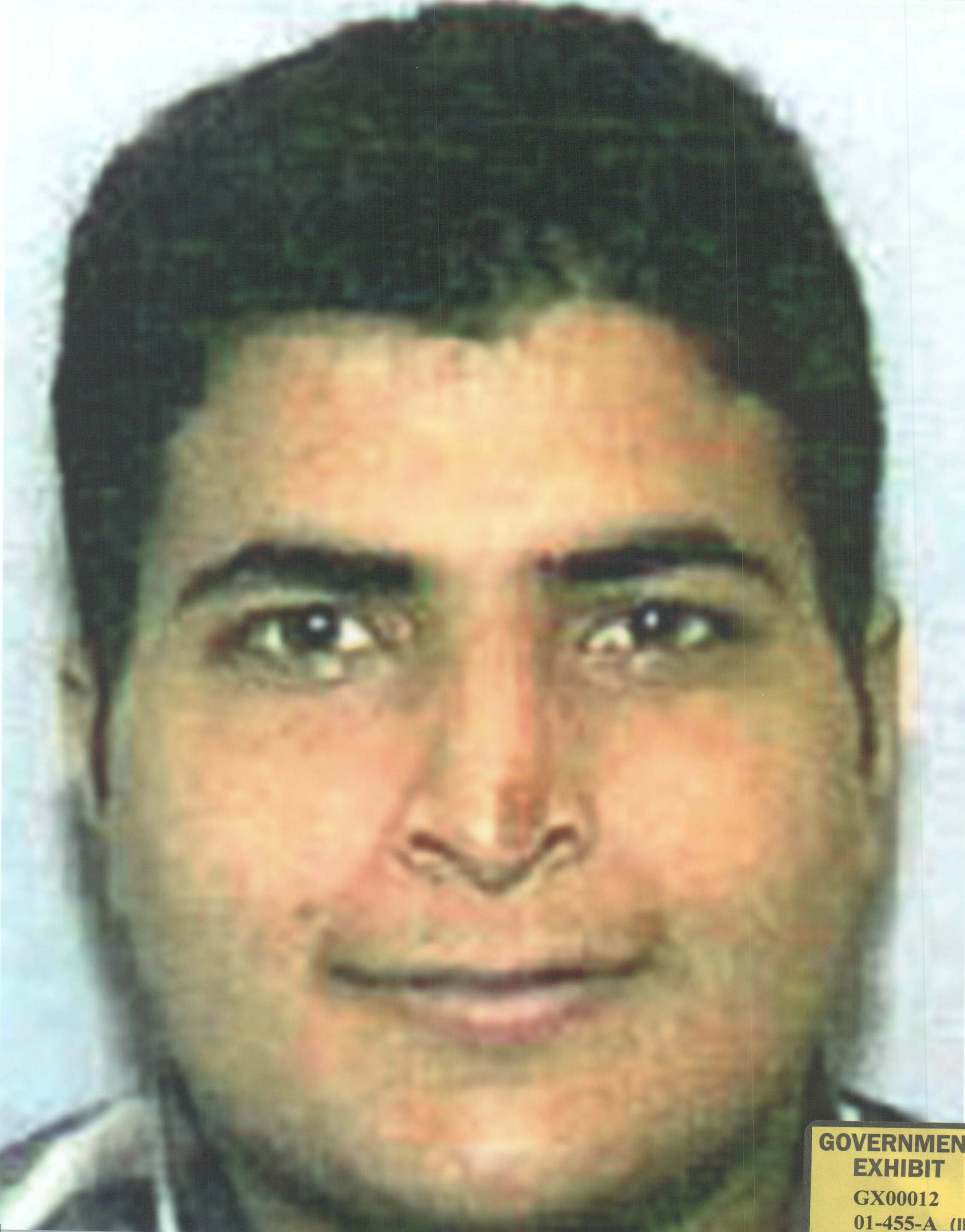
Hamza al-Ghamdi

Secondo la Commissione sull'11 settembre, al-Ghamdi lasciò la sua famiglia per andare in Cecenia a combattere i russi, nei primi mesi del 2000, dove conobbe Mohand al-Shihri, che si imbarcherà con lui sul volo UA 175. Chiamò la famiglia numerose volte, dicendo che era in Cecenia. 
Conosciuto con l'alias di Julaibeeb durante i preparativi si recò negli Emirati Arabi Uniti, dove ottenne un visto per gli USA, presumibilmente pagatogli da Mustafa al-Hawasawi. Altri cinque dirottatori si recarono negli Emirati Arabi, tra cui Majed Moqed, Ahmed al-Nami, Saeed al-Ghamdi, Ahmed al-Haznawi e Wail al-Shehri. 
Nel gennaio 2001 prese in affitto una casella postale a Delray Beach, Florida, insieme a Mohand al-Shihri. Secondo l'FBI, al-Ghamdi non si recò negli USA prima del 28 maggio 2001, con un volo da Londra, insieme a Mohand al-Shihri e Abdulaziz al-Omari. 
Nel marzo 2001 viene ripreso in un video-testamento, come fecero molti dirottatori, per annunciare il loro martirio. Il filmato fu trasmesso da al Jazeera nel 2002. Nel video, al-Ghamdi non parla, ma viene visto studiare mappe e manuali di volo. 
Il 29 o il 30 agosto al-Ghamdi compra un biglietto del volo UA 175 per sé e per suo fratello Ahmed.                                                                                                                                               Hamza e Ahmed alloggiarono al Charles Hotel di Cambridge, Massachusetts, in cui rimasero fino all'8 settembre, quando si spostarono al Days Hotel a Brighton, vicino a Boston, in cui rimasero fino alla mattina degli attacchi.
La mattina dell'11 settembre, lui e Ahmed presero un taxi fino al Logan International Airport, dove si imbarcarono alle 7:27 sul volo UA 175 da Boston a Los Angeles. Durante le operazioni di dirottamento, lui e suo fratello Ahmed costrinsero i passeggeri a spostarsi verso la coda dell'aereo, mentre Mohand al-Shihri e Fayez Banihammad uccidevano i piloti, così che Marwan al-Shehhi potesse pilotarlo contro la Torre Sud del WTC.